# Cyrtarachne madagascariensis
Cyrtarachne madagascariensis là một loài nhện trong họ Araneidae.
Loài này thuộc chi Cyrtarachne. Cyrtarachne madagascariensis được M. Emerit miêu tả năm 2000.